# Nhow Amsterdam RAI
nhow Amsterdam RAI is een hotel bij het RAI-complex aan de Zuidas in Amsterdam-Zuid.

## Ontwerp en situering
Het viersterrenhotel is gebouwd tussen de Europaboulevard, Ringweg A10 en de ondergrondse tunnel van de Noord/Zuidlijn. Het gebouw is ontworpen door architecten Reinier de Graaf en Rem Koolhaas van bureau OMA in opdracht van COD devolpment, het gebouw is gebouwd door de aannemer genaamd Pleijsierbouw uit Genemuiden. Het hoogste punt is 91 meter, en het gebouw ziet eruit als drie gestapelde driehoekige blokken, waarvan het middelste blok gedraaid staat ten opzichte van de andere twee. Daarmee doet het ontwerp denken aan de monumentale RAI-reclamezuil Het signaal. De bouw is in oktober 2016 begonnen. Op 10 januari 2020 opende het hotel.
Het hotel richt zich op zowel zakelijke gasten, beursgasten als de Amsterdamse toerist. Het inrichtingsthema van de lobby en hotelkamers is vormgegeven door het gebouw te zien als windroos, waarbij de punten van het gebouw naar een land of regio wijzen. De 650 kamers zullen thema's krijgen als Schots, Scandinavisch, Verre-Oosters, Afrikaans en Zuid-Amerikaans. Met 650 kamers is het bij oplevering 29 december 2019 het grootste nieuwbouwhotel in de Benelux, aldus de RAI zelf.

## Fotogalerij bouw

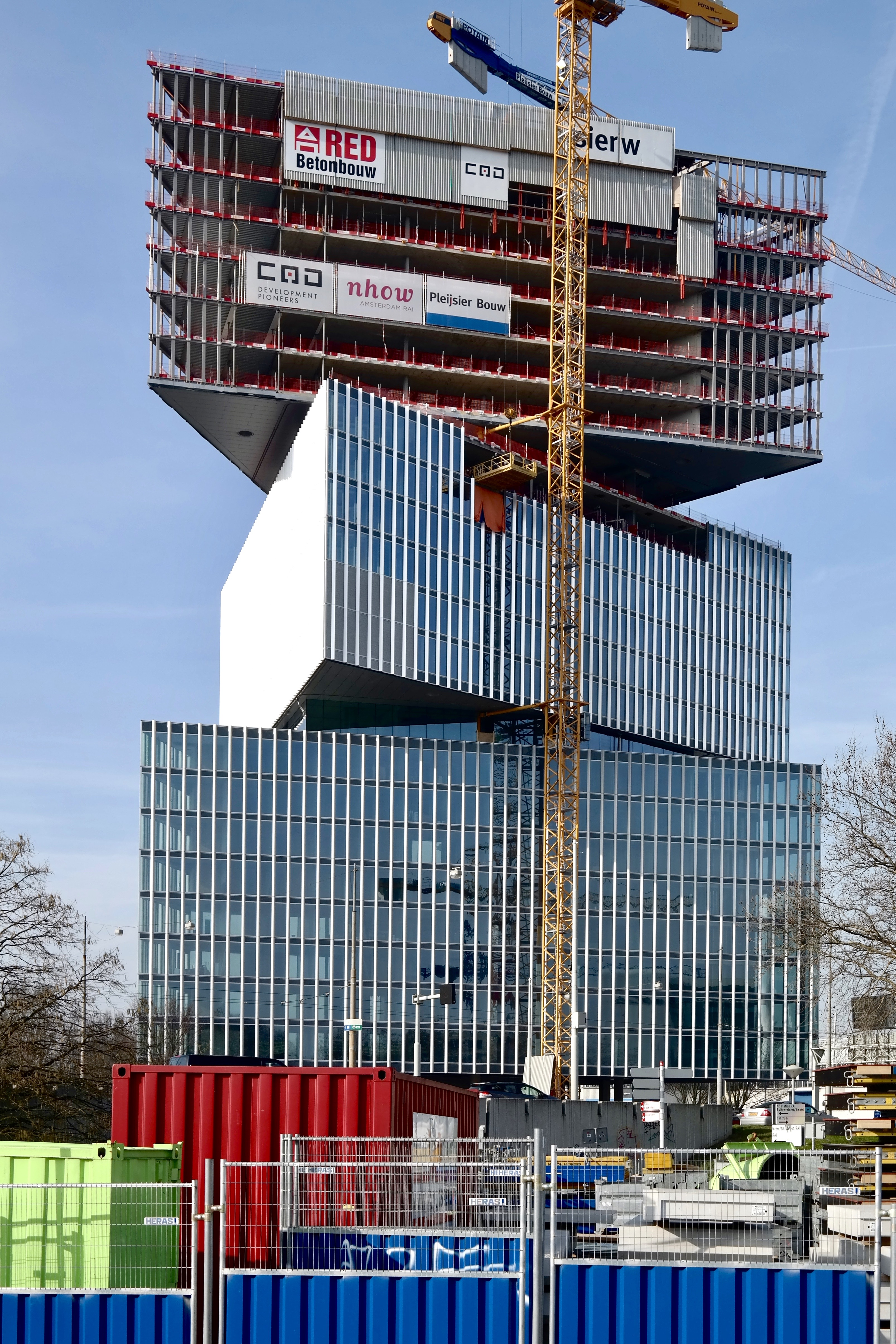
In februari 2019
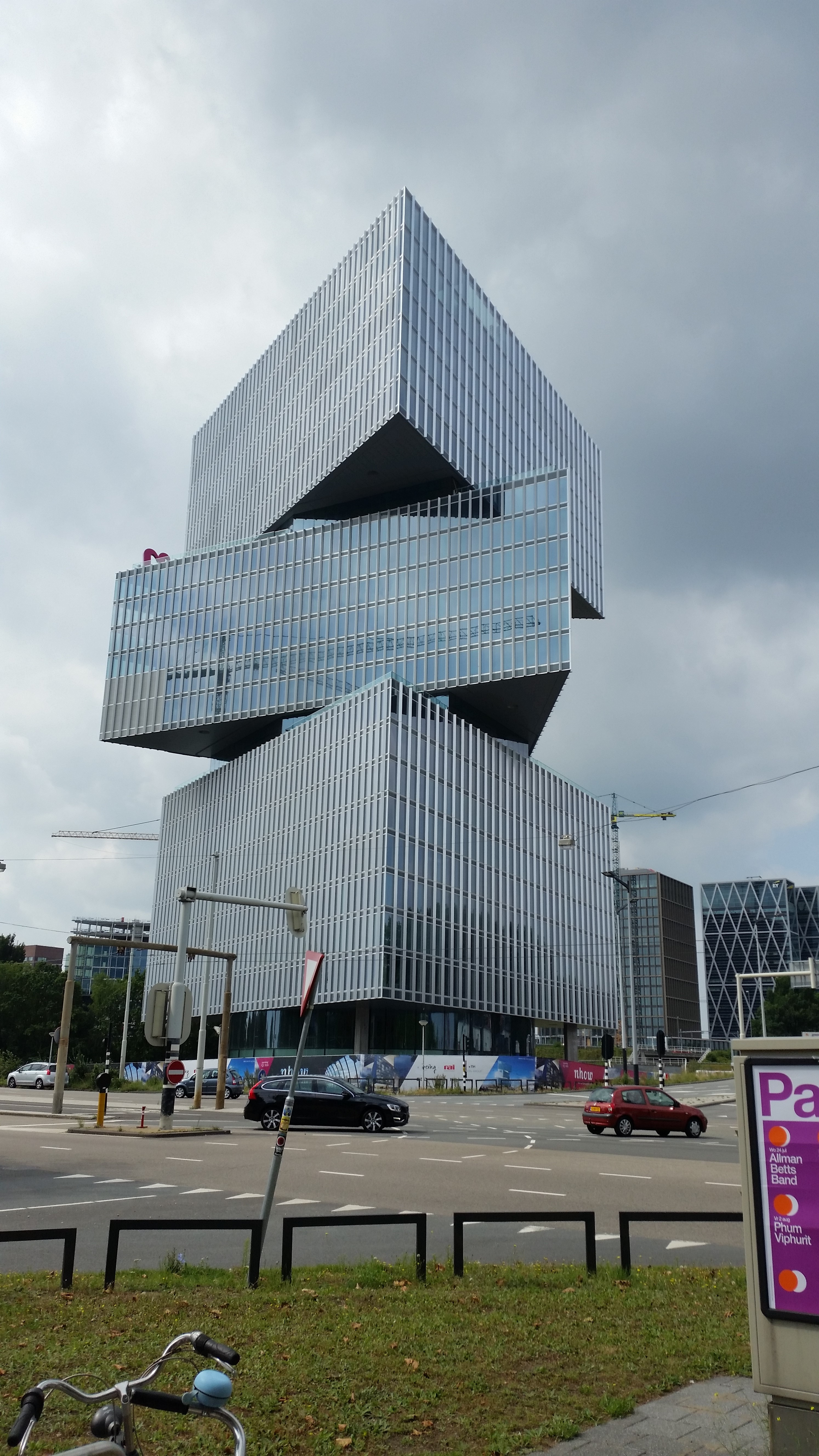
In augustus 2019